# أيت داود او موسى (ضاية عوا)
آيت داود أو موسى هي إحدى مشيخات المملكة المغربية، تتبع إداريًا لإقليم إفران ضمن تراب جماعة ضاية عوا. يقدر عدد سكانها بحوالي من 1000 نسمة حسب الإحصاء الرسمي للسكان والسكنى لسنة 2014. تتكون المشيخة من 6 دواوير مشتتة تتوزع حول بحيرة ضاية إفراح.

## دواوير المشيخة
| اسم الدوار      | عدد سكان الدوار | المشيخة         | النوع     |
| --------------- | --------------- | --------------- | --------- |
| ايت حمو اوحساين | 163             | ابن داود اوموسى | دوار مشتت |
| ايت بوزيان      | X               | ابن داود اوموسى | دوار مشتت |
| احنوش           | 239             | ابن داود اوموسى | دوار مشتت |
| ايت علي اومزيان | 302             | ابن داود اوموسى | دوار مشتت |
| ايت مزيان       | 156             | ابن داود اوموسى | دوار مشتت |
| ايت اعمر        | X               | ابن داود اوموسى | دوار مشتت |

## معرض الصور

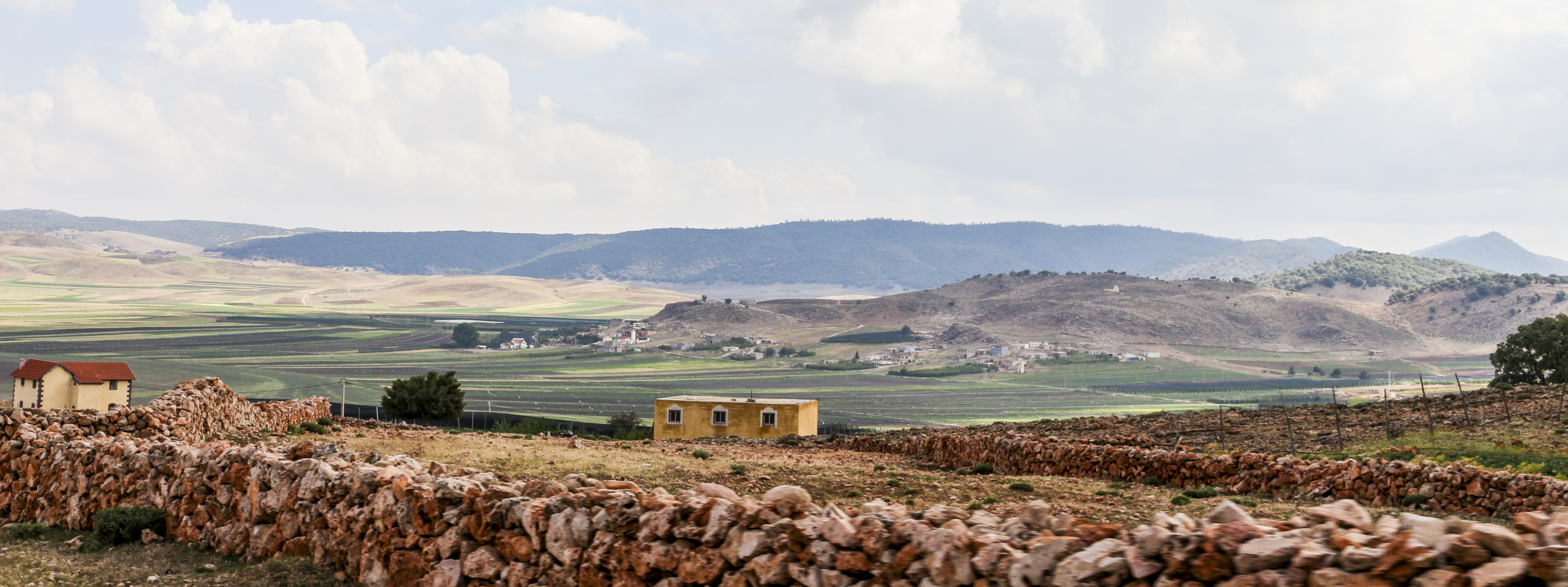
بعض دواوير مشيخة ايت داود أو موسى حول بحيرة ضاية إفراح.
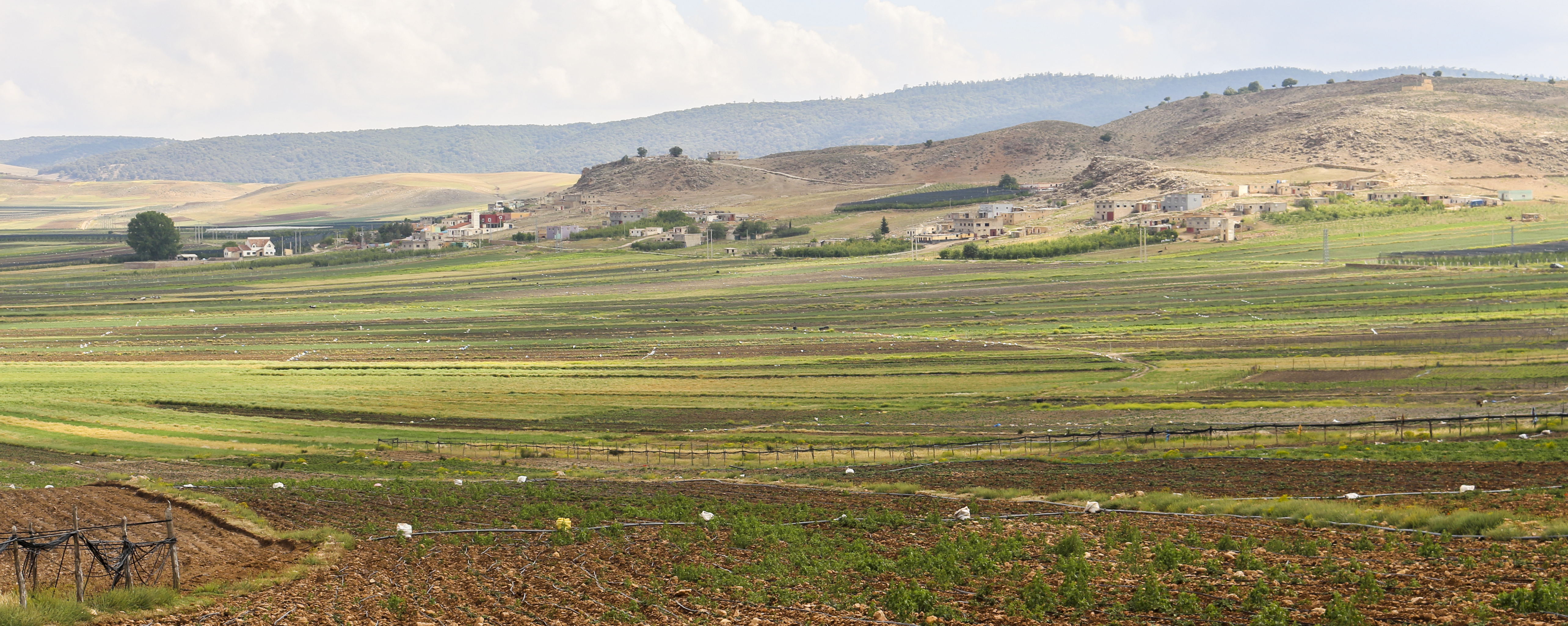
بعض دواوير مشيخة ايت داود أو موسى حول بحيرة ضاية إفراح.
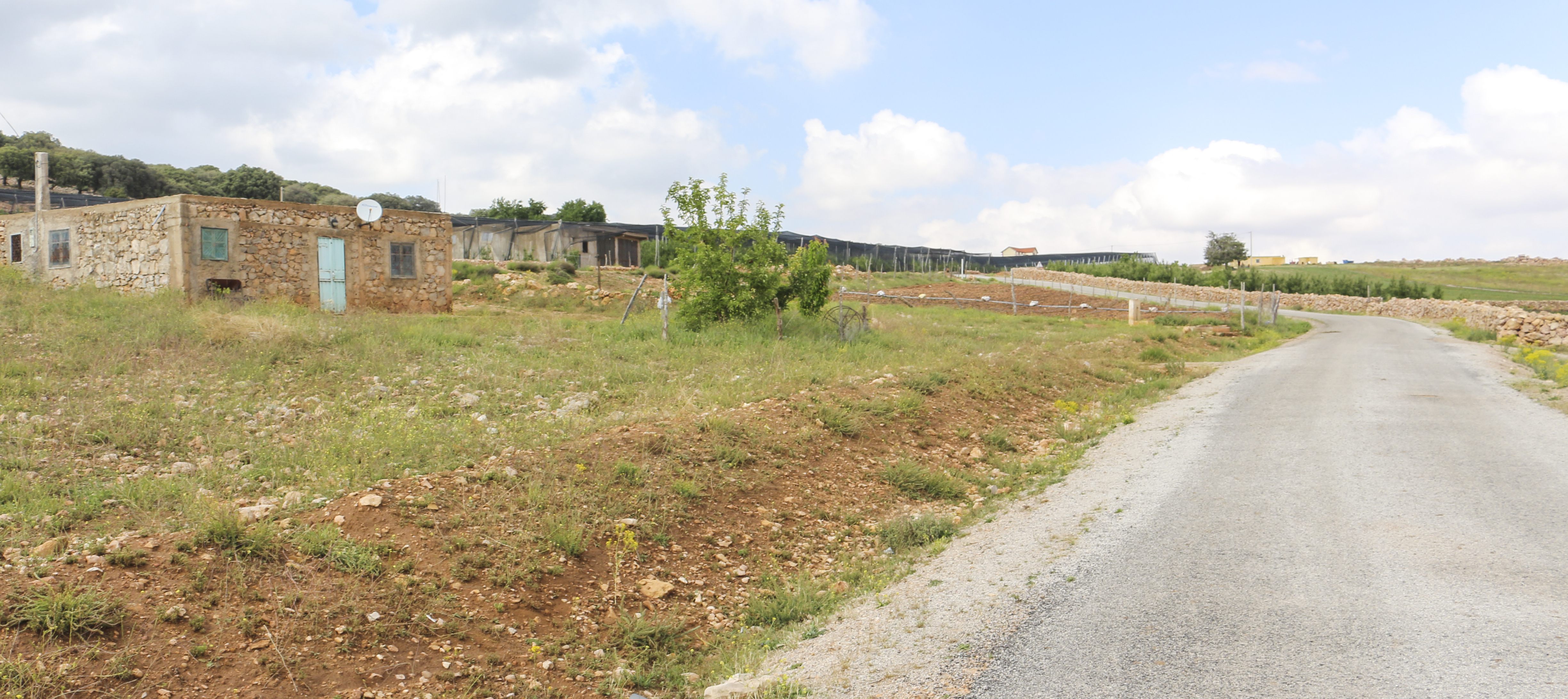
منزل من مشيخة ايت داود أو موسى حول بحيرة ضاية إفراح.
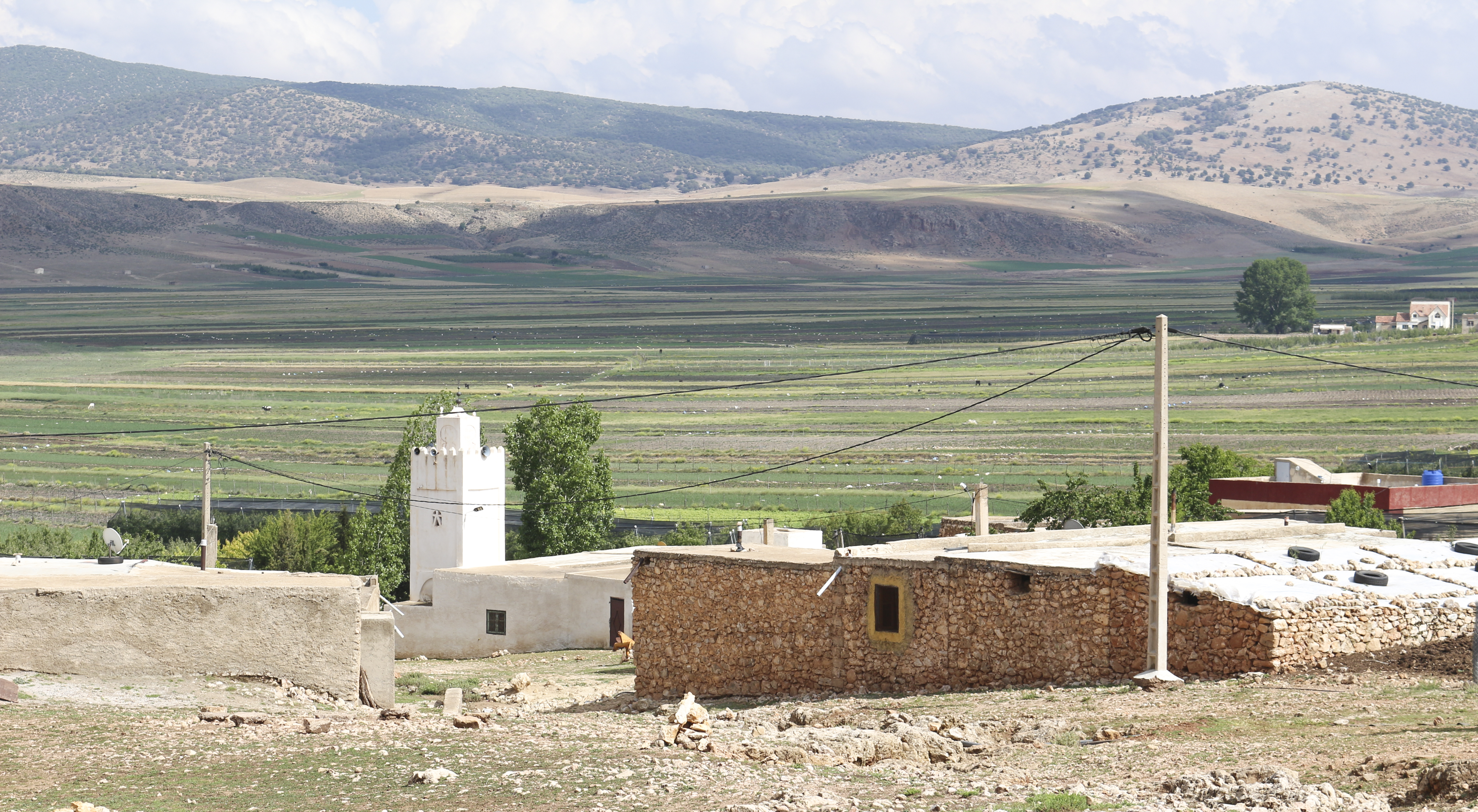
مسجد من مشيخة ايت داود أو موسى حول بحيرة ضاية إفراح.
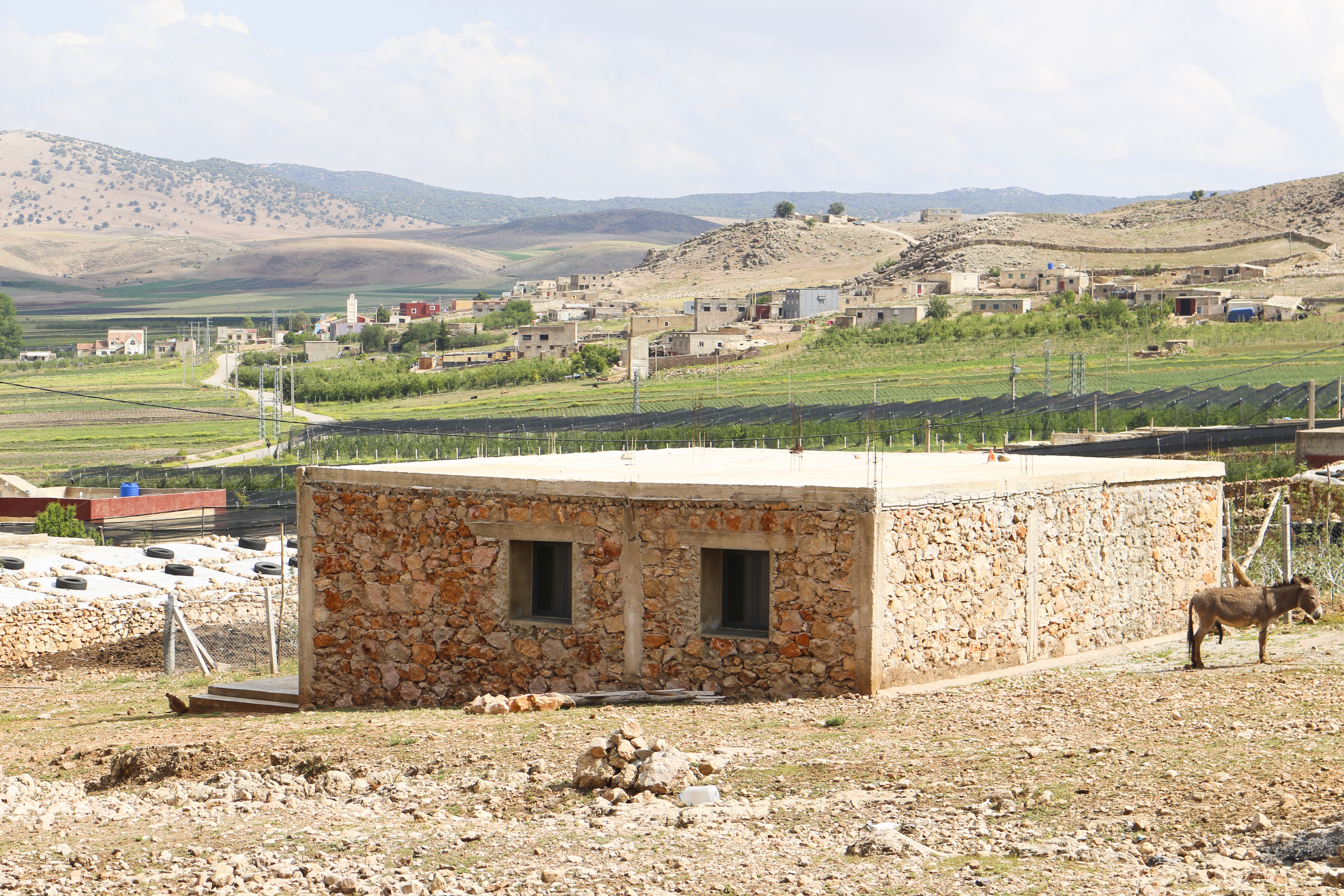
من دواوير مشيخة ايت داود أو موسى حول بحيرة ضاية إفراح.